# Haarwaschmittel

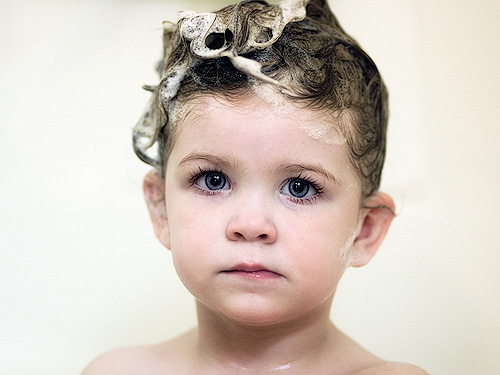
Shampoo: Schaum in den Haaren

Haarwaschmittel sind Produkte der chemischen Industrie, werden aber auch in naturnaher Form (Naturkosmetik) hergestellt. Sie sind meist cremig oder flüssig und in der Regel parfümiert. Neben der Reinigung und der Entfettung des Kopfhaars (durch den Einsatz von Tensiden) fördert ein Shampoo auch die Verbesserung der Kämmbarkeit und des Haarglanzes, hat aufbauende, festigende, manchmal eine erfrischende und andere positive Wirkungen, wie z. B. pH-Neutralität, verstärkte Entfettung oder geringere Schuppenbildung. Haarwaschmittel sind den Kosmetika und Körperpflegemitteln zuzurechnen.
Shampoo (Varianten: Shampoon, Schampon, Schampun) ist eine häufige Bezeichnung für Haarwaschmittel. Das Wort geht über englisch shampoo [ʃæmˈpuː] zurück auf das Hindi-Wort चाँपो [tʃɑ̃ːˈpoː], das sich ursprünglich auf eine Kopfmassage mit verschiedenen Pflanzenölen und Pflanzenpulvern bezog. Ähnlich lautende Begriffe gibt es auch in anderen nordindischen Sprachen.
Haarwaschmittel bilden heute zusammen mit Seife, Duschgel, Deodorant und Wasser den Kern der alltäglichen Körperhygiene vieler Menschen. Die „No-Poo“-Bewegung hingegen ist eng mit dem Umweltbewusstsein verbunden. Dabei wird die regelmäßige Verwendung von Shampoo abgelehnt.
Neben flüssigem Shampoo gibt es auch festes Shampoo und Haarseife. Festes Shampoo enthält weniger Wasser als flüssiges Shampoo und als zusätzlichen Bestandteil Stärke, das als Verdickungsmittel wirkt. Im Gegensatz zu den herkömmlichen Shampoos in Plastikflaschen kann bei festen Shampoos auf eine Plastikverpackung oder andere aufwändige Verpackung verzichtet werden.

## Geschichte

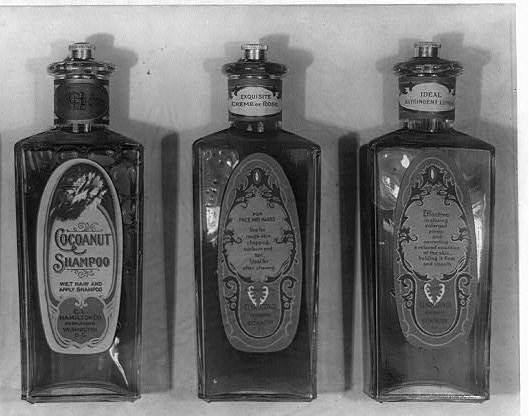
Flaschen mit Shampoo und Lotionen am Anfang des 20. Jahrhunderts (hergestellt von der C.L Hamilton Co. in Washington)

Historisch wurde zunächst Wasser und ggf. gewöhnliche Seife für die Haarwäsche verwendet. Wegen ihres alkalischen pH-Wertes war sie für die Kopfhaut und die Augenschleimhaut jedoch wenig verträglich. Hinzu kam, dass Seife mit Calciumionen des Wassers Kalkseife bildete, die das Haar nach dem Waschen stumpf und glanzlos machte. Nach dem Waschen mit Seife wurde daher eine zweite Spülung mit verdünnter Essig- oder Zitronensäure vorgenommen.
Im 19. Jahrhundert kochten englische Friseure erste Haarwaschmittel aus Seifenflocken mit Wasser und Kräuterzusätzen, die dem Haar Glanz und Duft verliehen. Als frühester namentlich bekannter Hersteller von Shampoos gilt derzeit Kasey Hebert. „Shampooing“ wurde im deutschen Sprachraum seit der zweiten Hälfte des 19. Jahrhunderts als eine Kopfwäsche mit Massage angeboten. Ab Mitte der 1870er Jahre gab es auch einschlägige „Shampooning“-Maschinen. Das Waschmittel bereiteten die Friseure meist selbst zu, üblicherweise als eine Mischung aus Eiern mit Rosenwasser und Parfüm. Für den Hausgebrauch entstanden parallel Shampoo-Pulver, Mixturen aus parfümiertem Seifenpulver mit Soda oder Borax. Der Begriff „Shampoo“ findet sich im deutschen Warenzeichenverzeichnis seit spätestens 1899. 1903 wurde „Ebert’s Shampoo Powder“ als Warenzeichen eines Pulvers „zum Shamponieren“ eingetragen. Nachhaltigen Erfolg hatte jedoch erst das im gleichen Jahr angebotene „Shampoon“ des Berliner Chemikers und Drogisten Hans Schwarzkopf. Es handelte sich um ein vorgefertigtes Pulver, ein Convenienceprodukt, das häuslich angewandt werden konnte und deutlich bessere Ergebnisse erzielte als das gängige Haarwaschen mit Seife oder Soda. 1927 entwickelte Schwarzkopf das erste flüssige Haarwaschmittel.
1932 kamen als Ersatz für Seifen die Alkylsulfate auf den Markt. Sie sind weniger alkalisch und weniger härteempfindlich als Seifen. Bis in die 1960er Jahre wurden Haarwaschmittel als weißes Pulver in Papiertäschchen oder auch in Tuben als Creme verkauft („Schauma“ von Schwarzkopf, „Smyx“-Haarwaschmittel von Olivin-Wiesbaden).
Mit der Entwicklung der Alkylethersulfate in den 1960er Jahren gab es erstmals sehr gut hautverträgliche Produkte zur Haarreinigung. Zusammen mit der Entwicklung von Kunststoffen und Kunststoffverpackungsflaschen standen nun preiswerte und gute Haarpflegeprodukte für breite Bevölkerungsschichten zur Verfügung.

## Anwendung
Bei der Anwendung werden ca. 10 g Shampoo im nassen Haar unter Reiben mit den Fingerspitzen auf der Kopfhaut verteilt, sodass sich ein feinblasiger Schaum bildet. Nach kurzer Einwirkungszeit wird mit warmem Wasser gründlich ausgespült.
Das in den Talgdrüsen gebildete Hautfett und die aus den Schweißdrüsen mit Wasser austretenden anorganischen Salze, Aminosäuren, Harnstoff und Milchsäure, Hautpartikel, Umweltschmutz und gegebenenfalls Rückstände haarkosmetischer Behandlungen sollen so entfernt werden.
In Deutschland werden von Frauen im Mittel 2 bis 20 Gramm Shampoo pro Waschgang benutzt.

## Produktanforderungen für Shampoos
Je nach Verkaufspreis sind in einem Haarshampoo höherwertige Rohstoffe oder preiswerte Inhaltsstoffe enthalten. Ein Haarwaschmittel sollte folgende Anforderungen erfüllen:
- Gute Haarreinigungswirkung
- Unempfindlich gegen Wasserhärte
- Hautverträglichkeit
- Schaumvermögen
- Biologische Abbaubarkeit
- Gute Wirkung auf das Haar (Glätte, Glanz, pflegende Wirkung)

## Zusammensetzung eines Haarwaschmittels

Ungefähre Zusammensetzung eines Shampoos

Obwohl es „nur“ dem Reinigungszweck dient, ist ein Shampoo ein komplex aufgebautes, auf eine bestimmte Gruppe von Käufern zugeschnittenes Produkt. Es besteht aus ca. 10 bis 20, in Einzelfällen bis zu 30 Rezepturbestandteilen, die ihre Funktion in sehr unterschiedlicher Konzentration erfüllen. Neben Wasser bilden in der Regel die Waschrohstoffe den Hauptbestandteil. Sie sind für die Reinigung, die wesentliche Produktleistung, verantwortlich. Daneben bilden die so genannten Hilfs- bzw. Wirkstoffe die zweite und dritte Gruppe.
In der Regel ist ein Shampoo aus folgenden Bestandteilen zusammengesetzt:

### Wichtige Tenside im Shampoo
Das Haupttensid ermöglicht die eigentliche Wirkung des Shampoos – die Reinigung des Haares. Tenside erhöhen die Löslichkeit von Schmutz- und Fettablagerungen im Haar in Wasser. Als waschaktive Substanzen (WAS) finden ausschließlich anionische, wie z. B. Alkylsulfate, Alkylethersulfate und amphotere Tenside Verwendung. Neben Wasser bilden die Tenside in der Regel den Hauptbestandteil des Shampoos.
- Alkylsulfate
 Alkylsulfate waren die ersten synthetischen Shampoo-Tenside. Sie werden auch heute noch eingesetzt. Sie besitzen ein gutes Reinigungs- und Schaumbildungsvermögen. Ihre nachteiligen Eigenschaften, wie Empfindlichkeit gegen Wasserhärte, schlechte Kältelöslichkeit oder unvollkommene Hautverträglichkeit, können durch Mischung mit anderen Tensiden ausgeglichen werden.
- Alkylethersulfate
 Alkylethersulfate sind unempfindlich gegen Wasserhärte und auch hautverträglicher als Alkylsulfate. Häufig werden sie in Kombination mit Alkylethersulfaten, die aus zwei- oder dreifach ethoxyliertem Lauryl- und Myristylalkohol bestehen, eingesetzt.
- Alkylethercarboxylate
 Alkylethercarboxylate gehören zu den mildesten Tensiden. Ihr Schaumvermögen ist jedoch schlecht, daher werden sie in Kombination mit Alkylethersulfaten eingesetzt.
- Eiweiß-Fettkondensate
  Eiweiß-Fettkondensate haben sehr gute hautverträgliche und haarpflegende Eigenschaften, es wird jedoch mehr Konservierungsmittel benötigt.
- Sulfobernsteinsäureester
 Sulfobernsteinsäureester sind recht mild für die Haut und haben eine gut schäumende Wirkung.
- Alkylpolyglykoside
 Alkylpolyglycoside sind die einzigen nichtionischen Waschrohstoffe. Sie sind besser hautverträglich als alle ionischen Tenside und besitzen günstige Tensideigenschaften.

### Co-Tenside
Ein Co-Tensid ergänzt die Effekte des Haupttensids. Durch den Einsatz von Co-Tensiden lässt sich die Konzentration des Haupttensides senken, wodurch die Gefahr von Überempfindlichkeiten beim Benutzer reduziert wird.

### Filmbildner
Filmbildner, oft aus der Gruppe der Polyquaternium-Verbindungen, bilden auf der Haaroberfläche eine zusammenhängende Schicht. Durch den kunststoffähnlichen Film soll das Haar geschützt und leichter kämmbar werden. Diese Substanzen bewirken jedoch auch, dass Shampoos auf Textilien kaum entfernbare Flecken hinterlassen können. Manche Shampoos enthalten auch Silikone als Filmbildner (in der Liste der Inhaltsstoffe oft an der Endung „-cone“ erkennbar).

### Parfümöle & Farbstoffe
Diese Komponenten dienen nur der sensorischen Aufwertung des Produktes. Farb- und Duftstoffe sollen z. B. das Produkt für den Verbraucher attraktiver machen. Durch Kombination verschiedener Parfümöle sollen entweder in der Natur vorkommende Gerüche nachgeahmt oder neue Dufteffekte, sog. Phantasienoten, kreiert werden.
Für den trübenden „Perlglanz“, der das einfallende Licht gut reflektiert, werden winzige Kristallplättchen aus Fettsäureestern (etwa wachsartiges Glyzerindistearat) und Fettsäurealkanolamiden eingesetzt.

### Konservierungsmittel
Bedingt durch den hohen Wassergehalt müssen Shampoos vor Befall durch Mikroorganismen geschützt werden. Dies ist die Aufgabe der Konservierungsmittel bzw. Biozide. Bei spezieller Zusammensetzung (z. B. hoher Tensidgehalt) kann gegebenenfalls auf Konservierung verzichtet werden.
Obwohl mittlerweile mikrobiologisch vorgeprüfte Roh-, Hilfs- und Wirkstoffe verwendet werden, wird den Herstellern empfohlen, antimikrobiell wirksame Stoffe zuzusetzen, sodass eine Veränderung der Kosmetika während der Lagerung ausgeschlossen und die Mindesthaltbarkeit eingehalten werden kann.
Das Bayerische Landesamt für Umwelt empfiehlt dagegen im kompletten Widerspruch: „Dabei Produkte mit antimikrobiell wirksamen Substanzen meiden“.
Zur Konservierung werden Harnstoff-Kondensate, p-Hydroxybenzoesäureester (Parabene), Phenoxyethanol, Methyldibromoglutaronitril, Benzoesäure, Salicylsäure eingesetzt.
Früher wurde oft auf Formaldehyd als Konservierungsmittel zurückgegriffen. Da es aufgrund seines hautreizenden Potentials als nicht unbedenklich gilt und es beim Verbraucher einen schlechten Ruf hat, wird immer häufiger darauf verzichtet. Es muss ab einer Konzentration von 0,05 % deklariert werden.

### Komplexbildner
Bei der Herstellung können Metallionen (Eisenionen) in das Shampoo gelangen. Um unerwünschte Reaktionen der Farbstoffe, Parfüme mit diesen Ionen zu verhindern, werden Komplexbildner (Ethylendiamintetraessigsäure, Nitrilotriessigsäure) zugegeben, die die Ionen binden.

### Puffer
Häufig werden Phosphat- oder Lactatpuffer verwendet, um die Stabilität des pH-Wertes der Formulierungen zu stabilisieren, mit dem Zweck, die Haut, das Haar und pH-empfindliche Komponenten zu schützen.

### UV-Absorber
Damit die im Shampoo eventuell enthaltenen Farbstoffe nicht durch Licht zersetzt werden, kann eine Stabilisierung durch UV-Absorber, insbesondere im Rot- und Blaubereich, erfolgen. Hierfür werden Lichtschutzfiltersubstanzen wie z. B. Benzophenon- oder Campher-Derivate eingesetzt.

### Spülung
Mit dem Ausdruck Spülung (Haarspülung, Pflegespülung) bzw. Conditioner (engl. rinsing, conditioner) bezeichnet man ein Haarpflegeprodukt, das nach dem Auswaschen des Shampoos insbesondere auf die Haarlängen aufgetragen wird. Shampoo (das in aller Regel im alkalischen Bereich (pH-Wert > 7) liegt) öffnet die Haarschuppen zum Reinigen, während die anschließende Spülung sie durch ihren sauren pH-Wert (< 7) wieder verschließt und Fett zuführt. Eine Spülung soll die Kämmbarkeit, den Glanz und die Struktur der Haare verbessern.
Moderne Haarspülungen enthalten üblicherweise Feuchthaltemittel, Proteine, Säureregulatoren, Öle, Tenside, Schmierstoffe, Antistatika und Konservierungsmittel.

## Herstellung eines Shampoos
| Typische Shampoo-Rezeptur | Typische Shampoo-Rezeptur | Typische Shampoo-Rezeptur |
| Inhaltsstoff              | Gehalt in %               | Funktion                  |
| ------------------------- | ------------------------- | ------------------------- |
| Wasser                    | 72,7–85,7                 | Lösungsmittel             |
| Ammoniumlaurylsulfat      | 10–20                     | primäres Reinigungsmittel |
| Lauramide DEA             | 3–5                       | Schaumstabilisator        |
| Natriumchlorid            | 0,5–1,5                   | Verdickungsmittel         |
| Parfüm                    | 0,5                       | Duftstoff                 |
| Dinatrium-EDTA            | 0,2                       | Komplexbildner            |
| Methylparaben             | 0,08                      | Konservierungsmittel      |
| Propylparaben             | 0,05                      | Konservierungsmittel      |
| β-Naphtholorange          | 0,002                     | Farbstoff                 |
| Tartrazin                 | 0,001                     | Farbstoff                 |

Bei der Herstellung eines Shampoos werden alle Inhaltsstoffe in der Wärme oder bei Raumtemperatur (Kaltherstellung) in geeigneter Reihenfolge vermischt. Unter Umständen ist es nötig, Rohstoffe vorher zu schmelzen, zu lösen oder zu vermischen und erst danach dem Basisansatz zuzugeben. Die Einstellung der „Sollwerte“, wie z. B. pH-Wert und Viskosität erfolgt nach der Durchmischung. Anschließend kann das Produkt abgefüllt werden.
Im Folgenden wird detaillierter auf die Ansatzherstellung eingegangen: Die Hauptbestandteile des Shampoos, Wasser und Waschrohstoffe, werden in einem Stahlkessel mit Rührer vorgelegt und, falls erforderlich, auf 60 °C bis 70 °C erwärmt. Nacheinander werden weitere Rohstoffe zugegeben und bis zur Homogenität verrührt. Sofern feste Stoffe, wie wachsartige Substanzen, Pulver oder Farbstoffe, zugegeben werden sollen, müssen diese vorher geschmolzen oder in Wasser oder anderen Rezepturbestandteilen gelöst werden. Falls polymere Pflegestoffe oder Verdicker zugesetzt werden sollen, müssen diese eventuell in warmem Wasser vorgequollen werden. Das Parfümöl wird gegebenenfalls vorab mit einem Lösungsvermittler, z. B. einem nichtionischen Tensid, vermischt. Zu den gängigsten Lösungsvermittlern zählen hydrierte und ethoxylierte Ricinusöle. Da Parfümöl und Konservierungsmittel häufig temperaturempfindlich sind, darf die Temperatur des Shampoo-Ansatzes bei deren Zugabe 35 °C nicht übersteigen. Abschließend erfolgt die Einstellung des pH-Wertes mit Hilfe einer Säure, z. B. Zitronensäure oder einer Base, z. B. Natronlauge. Diese Einstellung nimmt Einfluss auf die Viskosität des Shampoos. Daher wird danach die gewünschte Viskosität durch Zugabe von Elektrolyten, vorzugsweise Natrium- oder Ammoniumchlorid bzw. -sulfat, erhalten. Diese bewirken schon in geringen Konzentrationen eine starke Viskositätserhöhung.
Die kontinuierliche Herstellung erfolgt als Kaltherstellung, bei der alle Rohstoffe über Kolbenpumpen in einen statischen Mischer befördert werden.

## Spezielle Haarwaschmittel

### Für fettiges Haar
Bei erhöhter Fettproduktion der Talgdrüsen der Fetthaut werden die Haare schnell strähnig, ölig und die Frisur wird unansehnlich. Bei Männern wird die höhere Talgproduktion besonders durch das Hormon Testosteron gefördert. Mitunter führen auch Umweltfaktoren und psychische Faktoren zu einer stärkeren Talgabsonderung. Junge Leute haben in der Regel stärkere Probleme mit fettigem Haar als ältere. Zur Vermeidung einer derartigen Wirkung gibt es Shampoos mit einem Eiweiß-Abietinsäure-Kondensat und gerbstoffhaltigen Pflanzenextrakten (z. B. Eichenrindenextrakt). Dass sehr häufiges Haarwaschen die Talgdrüsen zu stärkerer Fettabsonderung anrege und dadurch zur schnellen Nachfettung des Haares führen würde, ist nicht belegt.

### Für trockenes Haar
Wenn das Haar mehrere Tage nach einer Haarwäsche noch spröde, glanzlos und trocken wirkt, muss man ein Shampoo für trockene Haare wählen. Die Talgdrüsen produzieren zu wenig Fett. Die Pflegestoffe bewirken eine bessere Kämmbarkeit, Geschmeidigkeit und verhindern das „Fliegen“ der Haare. Pflegestoffe sind pflanzliche Öle, Lecithin, Lanolin, Eiweißhydrolysate, Collagen- und Keratinhydrolysate.

### Für strapaziertes Haar
Haare können durch UV-Strahlung, durch kosmetische Behandlungen (Dauerwellen, Haarfärben), durch Chemikalieneinfluss (Säuren, Basen), Kämmen und Bürsten geschädigt werden. Geschädigtes kann nicht in den Zustand von gesundem Haar zurückgebracht werden. Dennoch lässt sich Glanz, Kämmbarkeit mit speziellen Haarpflegemitteln wieder halbwegs erreichen.
Haarpflegeshampoos für geschädigtes Haar enthalten die gleichen Wirkstoffe wie für trockenes Haar, jedoch in einer höheren Konzentration.
Empfohlen werden zusätzlich der Gebrauch eines Haarfestigers, Masken (Pflege) und von Haarölen.

### Für schuppiges Haar
Ein Anti-Schuppenshampoo soll über den normalen Reinigungseffekt für Haare und Kopfhaut hinaus lose Hautschuppen von der Kopfhaut entfernen und bei Daueranwendung die Bildung sichtbarer Schuppen verhindern, da diese auf der Kopfhaut, vor allem aber auf der Kleidung als unästhetisch und als Zeichen mangelnder Pflege angesehen werden. In jüngster Zeit konnte durch Praxistests über einen Anwendungszeitraum von 6 bis 8 Wochen belegt werden, dass insbesondere die wachstumshemmende Wirkung gegen Pilze (fungistatische Wirkung) die Ursache der Verringerung der Schuppenbildung durch Antischuppenshampoos ist. Die Zusammensetzung eines Antischuppenshampoos unterscheidet sich in der Regel kaum von einem Shampoo für normales Haar. Es werden lediglich andere bzw. zusätzliche Wirkstoffe wie Climbazol, Pirocton-Olamin oder Selensulfide verwendet. Ihre Konzentration liegt allerdings meist im unteren Prozentbereich.

### Colorshampoos
Ein Colorshampoo oder auch Farbschutzshampoo soll die Farbbrillanz gefärbter Haaren länger erhalten. Im Test der Stiftung Warentest im März 2012 schnitten allerdings alle 16 getesteten Produkte mit "Mangelhaft" ab. Die Colorshampoos sind in dieser Hinsicht genauso wirkungslos wie ein mildes Babyshampoo. Auch vor UV-Einstrahlung schützen sie nicht besser.

### Babyshampoos
Babyshampoos sind besonders haut- und schleimhautverträglich. Es werden nichtionische Tenside eingesetzt, zusätzlich Eiweißhydrolysate und Kamillenextrakt. Der pH-Wert eines Babyshampoos ist hautneutral, 5,5, um den natürlichen Säureschutzmantel der Haut nicht anzugreifen.

### Trockenshampoos
Es handelt sich hierbei um eine pulverförmige Substanz, manchmal einfaches Reismehl und Duftstoffe, mit der Haare ohne Zugabe von Wasser gereinigt werden können. Das Pulver absorbiert das Fett der Haare. Nach kurzer Einwirkzeit kann das Pulver aus dem Haar gebürstet werden. Heutzutage ist der Einsatz von Trockenshampoo unüblich geworden. Die Benutzung beschränkt sich im Wesentlichen auf Notfälle, beispielsweise wenn nicht ausreichend Wasser vorhanden ist (z. B. auf mehrtägigen Wanderungen) oder man wegen einer Krankheit nicht in der Lage ist, sich den Kopf zu waschen. Trockenshampoo wird aber noch häufig in der Tierfellpflege eingesetzt.

### Coffeinshampoos
Das in Coffeinshampoos enthaltene Coffein soll gegen androgenetische Alopezie, den erblich bedingten Haarausfall, helfen. Beim erblich bedingten Haarausfall reagieren die Haarwurzeln überempfindlich gegen einen Metaboliten des männlichen Sexualhormons Testosteron, das Dihydrotestosteron. An den Haarwurzeln soll der Coffein-Complex als Gegenspieler des Testosterons wirken und dadurch den Haarausfall entgegenwirken. Für solch eine postulierte Wirkung fehlen aber wissenschaftliche Belege.

### Sonstiges
Die Wirkstoffe von Haarwaschmitteln sind heute teilweise auch in Duschgels enthalten, so dass nur ein einziges Pflegemittel für Haut und Haare nötig ist. Auch für Haustiere gibt es Shampoos, die oft medizinischen Zwecken dienen, beispielsweise mit Zusatzstoffen gegen Zecken oder Läuse.

## Rechtliches
Wie bei allen Kosmetika ist auch bei Haarwaschmitteln seit 1997 EU-weit die Angabe der Inhaltsstoffe gemäß INCI (International Nomenclature of Cosmetic Ingredients) vorgeschrieben. Dies soll insbesondere Allergikern die Möglichkeit geben, ein Produkt vor dem Kauf auf bedenkliche Inhaltsstoffe zu prüfen.
Ein Haarwaschmittel ist nach dem Lebens- und Futtermittelgesetzbuch (LFGB) ein kosmetisches Mittel und unterliegt somit diesem Gesetz.
Weiterhin gibt die Verordnung über kosmetische Mittel (KosmetikV) Auskunft über zugelassene Stoffe, wie z. B. Farb-, Konservierungsstoffe und UV-Filter. Kosmetische Mittel müssen mit einem Mindesthaltbarkeitsdatum gekennzeichnet sein, sofern dieses weniger als 31 Monate beträgt.
Ab einem Gehalt an Formaldehyd von mehr als 0,05 % muss nach der Kosmetik-VO der Hinweis „enthält Formaldehyd“ auf der Verpackung aufgebracht sein.